# Stolzalpe
Stolzalpe is een plaats en een voormalige gemeente in de Oostenrijkse deelstaat Stiermarken. Sinds 2015 is het een Ortschaft van de gemeente Murau.

## Geschiedenis
Stolzalpe werd voor het eerst omstreeks 1080, in documenten vermeld. De feodaliteit eindigde in 1848. De gemeente werd twee jaar later volledig autonoom. Onder impuls van de arts Friedrich Kraus werd er rond 1890 een revalidatiecentrum voor tuberculosepatiënten opgericht. Na de annexatie van Oostenrijk in 1938 kwam de ze in de Reichsgau Steiermark (Rijksgouw Stiermarken) te liggen. Tussen 1945 en 1955 lag Stolzalpe in de Britse bezettingszone.

## Gemeente
De gemeente Stolzalpe, die op 31 oktober 449 inwoners telde, ging op 1 januari 2015 op in de gemeente Murau. Wolfgang Hager (SPÖ) was de laatste burgemeester. De laatste gemeenteraad bestond na de verkiezingen van 2010 uit 5 zetels voor de SPÖ, 3 zetels voor de ÖVP, 1 zetel voor de FPÖ.
Stadsgemeenten:
Murau ·
Oberwölz

Marktgemeenten:
Mühlen ·
Neumarkt in der Steiermark ·
Sankt Lambrecht ·
Sankt Peter am Kammersberg
Scheifling ·

Overige gemeenten:
Krakau ·
Niederwölz ·
Ranten ·
Sankt Georgen am Kreischberg ·
Schöder ·
Stadl-Predlitz ·
Teufenbach-Katsch
- Gemeinsame Normdatei: 4490835-0
- Virtual International Authority File: 247374459